# ريتشارد جي إيفانز
ريتشارد جي إيفانز (بالإنجليزية: Richard J. Evans)‏ (ولد في 29 سبتمبر 1947)، هو مؤرخ بريطاني لأوروبا في القرنين التاسع عشر والعشرين لكنه ركز على تأريخ ألمانيا. ألف ثمانية عشر كتابًا، بما في ذلك ثلاثة مجلدات بعنوان «ثلاثية الرايخ الثالثة» (2003-2008) والتي تم الترحيب بها باعتبارها «رائعة». كان إيفانز أستاذ ريجيوس للتاريخ (هي واحدة من كبار الأستاذيات في التاريخ في جامعة كامبريدج. تأسست عام 1724 من قبل جورج الأول.) في جامعة كامبريدج منذ عام 2008 وحتى تقاعده في عام 2014 كان أيضا رئيسًا لكلية وولفسون في كامبريدج من عام 2010 إلى عام 2017. وقد شغل منصب بروفسور في كلية جريشام في لندن منذ عام 2014. تم منح إيفانز شهادة بكالوريس فارس البريطانية.

## روابط خارجية
- ريتشارد جي إيفانز على موقع IMDb (الإنجليزية)
- ريتشارد جي إيفانز على موقع مونزينجر (الألمانية)
- ريتشارد جي إيفانز على موقع قاعدة بيانات الفيلم (الإنجليزية)